# Робер Жозеф Потие
Робер Жозеф Потие (на френски: Robert Joseph Pothier) е френски юрист.
Той е роден на 9 януари 1699 година в Орлеан, в семейство на юристи. През 1721 година (1750 година) става съдия в Орлеанския съд (на поста на своя баща) и остава на тази длъжност до края на живота си. От 1750 година е и професор в Орлеанския университет. Потие е автор на множество монографии по гражданско право, които по-късно са интегрирани в Гражданския кодекс. Той посвещава много време на поправките и съгласуването на разпространените по това време различни редакции на класическите Пандекти, като неговият труд „Pandectae Justinianae in novum ordinem digestae“ (1748-1752) е смятан за класика в изследванията на римското право.
Теориите му за договорното право оказват значително влияние и върху англосаксонската правна система.
Робер Жозеф Потие умира на 2 март 1772 година в Орлеан.
- Traités des contrats aléatoires, 1767
- Coutumes des duchè, bailliage et prévôté d'Orléans, et ressort d'iceux, 1772

## Трудове
- Oeuvres de Pothier, 11 vol. (in-8), (annotées et mises en corrélation avec le Code civil et la législation actuelle par M. Bugnet), Paris: H. Plon: Cosse et Marchal, 1861-1862

I. Coutumes d'Orléans ; II. Éloge de Pothier. Traité des obligations. De la prestation des fautes ; III. Traité du contrat de vente. Traité des retraits. Traité du contrat de constitution de rente ; IV. Traité du contrat de louage, du contrat de société, des cheptels, des contrats des louages maritimes, du contrat de change ; V. Traités du prêt à usage, du précaire, du prêt de consomption, de l'usure, du "promutuum" et de l'action "condictio indebiti", des contrats de dépôt, de mandat (et quasi-contrat "negoriorum gestorum"), d'assurance, de prêt à la grosse aventure, de jeu et de nantissement ; VI. Traités du contrat de mariage, douaire, droit d'habitation, garde-noble et bourgeoise, préciput légal des nobles ; VII. Traité de la puissance du mari, de la communauté, des donations entre mari et femme ; VIII. Traité des successions, donations testamentaires, donations entre vifs, substitutions et des propres ; IX. Traité des personnes et des choses, du domaine de propriété, de la possession, de la prescription, de l'hypothèque, des fiefs, des cens, des champarts ; X. Traité de la procédure civile. Traité de la procédure criminelle; XI contient une table générale des matières rédigée par Jean Sirey.